# Öratjärnen (Torps socken, Medelpad, 691097-152394)
Öratjärnen är en sjö i Ånge kommun i Medelpad och ingår i Ljungans huvudavrinningsområde.